# مادة مضادة للبلل
المادة المضادة للبلل أو الطبقة النافرة من الماء (بالإنجليزية:superhydrophobic coating) هي طبقة نانوسكوبية تتنافر مع الماء. عندما تصطدم القطرات بهذا النوع من الطبقات فإنها ترتد على شكل قطرة واحدة متنافرةً من الطبقة.

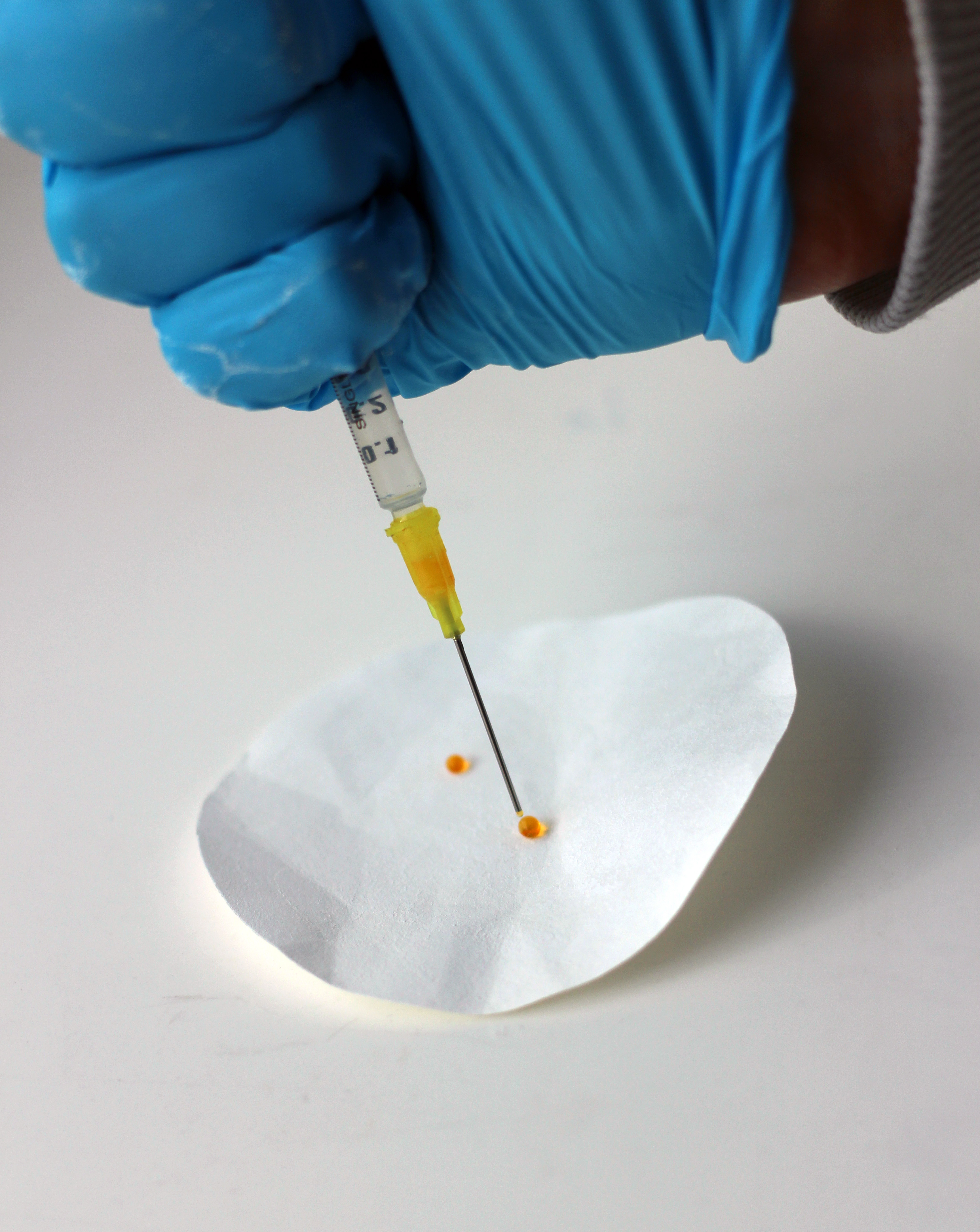
توضح هذه الصورة عدم امتصاص الورقة المطلاة بالمادة المضادة للبلل التي تم تطويرها فيكلية لندن الجامعية. والتي تتنافر مع الماء (المصبوغ باللون البرتقالي لوضوج أكبر)

## الصناعة
المادة المضادة للبلل يمكن أن تصنع من مواد مختلفة. المواد التالية هي المتعارفة كأساس للمادة المضادة للبلل:
- أكسيد المنجنيز (MnO2/PS) وهي تركيب نانوسكوبي.
- أكسيد الزنك (ZnO/PS) وهي تركيب نانوسكوبي.
- ترسبات كربونات الكالسيوم.[3]
- الأنابيب النانوية الكربونية.
- طبقة السيليكا النانوسكوبية.[4]

ربما تكون الطبقات النانوسكوبية التي تعتمد على مادة السيليكا بشكل أساسي هي الأكثر تكلفة لاستخدامها. حيث أن هذه المركبات من السهولة دهنها أو رشها على الأجسام بدون آلات متخصصة، بينما مركبات أكسيد البوليسترن أكثر تحملاً من الطبقة التي يمكن رشها أو دهنها على الجسم، ومع ذلك فإن عملية التغطية هي الأكثر تكلفةً من المواد نفسها. الأنانيب النانوية الكربونية مكلفة أيضاً ومن الصعب إنتاجها مع التقنية الحالية. فتبقى التغطية بطبقة السيليكا هي الخيار الاقتصادي الأغلب.